# Lua (astrologia)
Segundo a astrologia, as fases da Lua sempre foram usadas, por muitos séculos, como orientação em vários aspectos. Se nos lembrarmos das histórias dos nossos avós reparamos que os agricultores, apesar de hoje em dia não ser tão utilizado, guiavam as culturas e tempos de sementeira, pelas fases da Lua.
Textos da medicina chinesa dizem que a Lua e suas fases, as estações do ano e até a mudança de ano chinês, influenciam ou podem influenciar a nossa saúde e bem estar físico, a depender do estado de saúde em que nos encontramos naquele momento. Também dizem que que influenciam as energias que nos rodeiam e os acontecimentos que nos atingem.
Frases e ditos populares tais como "Lua feiticeira" são baseados nestas crenças.